# 淡水生物學
淡水生物學是研究內陸水域的生物產量及影響此產量因素的一門科學。淡水生物學揉合內陸水域特別是淡水水域的物理學、化學、氣象學和生物學而構成的一門新興的學科。
淡水生物學家通常把內陸水域分為兩大類：
1. 流動水域：小川、小溪、河流等。
2. 靜止水域：湖泊、池塘和沼澤等。

研究內容包含了水的鹼度、混濁度、面積、深度及透光度，水域底層的性質，族群的數量和水中的植物、動物等。另有經濟問題的研究，例如可食性魚類的湖泊產量等。此外還研究某區域內魚類的食物、繁殖機會、微生物含量、捕食者存在以及其他生態方面等等因子。